# Wael Gomaa
Wael Gomaa (en árabe: وائل جمعة) (El-Mahalla El-Kubra, Gharbia, 3 de agosto de 1975) es un exfutbolista egipcio que jugaba como defensa. Jugó la mayor parte de su carrera en el Al-Ahly, donde permaneció durante 12 temporadas, desde 2001 hasta su retiro en 2014. Estuvo en la Tragedia de Puerto Saíd.
Es uno de los diez futbolistas con más títulos internacionales en la historia del fútbol, con 16 títulos internacionales de 33 títulos oficiales.
En su palmarés, a nivel clubes, tiene: 7 Ligas Premier de Egipto, 3 Copas de Egipto, 7 Supercopas de Egipto, 6 Ligas de Campeones de la CAF y 6 Supercopas de la CAF.
En su palmarés, a nivel selección, tiene: 3 Copas Africanas de Naciones y los Juegos Panarábicos del 2007.

## Clubes
| Club             | País   | Año       | Partidos | Goles |
| ---------------- | ------ | --------- | -------- | ----- |
| Ghazl El-Mehalla | Egipto | 1993-2001 | 82       | 6     |
| Al-Ahly          | Egipto | 2001-2014 | 241      | 11    |
| Al-Sailiya S. C. | Catar  | 2007-2008 | 29       | 10    |

- Datos: Q937134